# Typhon (БИУС)
Typhon — американская корабельная многофункциональная боевая информационно-управляющая система, разрабатывавшаяся в качестве замены систем (комплексов) противоракетной и противовоздушной обороны предыдущего поколения: «Талос», «Терьер» и «Тартар», которые были чрезвычайно уязвимы для массированного ракетного удара противника. 

## Проекта
Основой системы был многофункциональный радар AN/SPG-59, обеспечивавший обзор, сопровождение, наведение на маршевом участке и подсветку цели на конечном участке траектории полёта ракеты. Специально для системы Typhon разрабатывались ракеты RIM-50 Typhon LR (большой дальности) и RIM-55 Typhon MR (средней дальности). Ракеты оснащались инерциальными автопилотами и на конечном участке траектории наводились полуактивной системой самонаведения, подсветку для которой в режиме разделения времени обеспечивал радар AN/SPG-59. Генеральными подрядчиками разработки выступили Лаборатория прикладной физики Университета Джонса Хопкинса (JHU/APL) и компания Westinghouse под общим руководством бюро вооружений ВМС США.

### Прекращение проекта
В 1963 году программа Typhon была прекращена из-за серьёзных технических проблем и перерасхода средств. Опыт, полученный при разработке системы был в дальнейшем реализован в БИУС ASMS (англ. Advanced Surface Missile System), которая с 1969 года получила название «Aegis» и в настоящее время является основной боевой информационной системой ВМС ВС США.

## Происхождение названия
Название системы происходит от имени персонажа древнегреческих мифов Тифона, а не от названия тропического циклона (тайфуна), как иногда принято считать некоторыми.